# Villars-Bramard
Villars-Bramard är en ort i kommunen Valbroye i kantonen Vaud i Schweiz. Den ligger cirka 30 kilometer nordost om Lausanne. Orten har cirka 176 invånare (2020).
Orten var före den 1 juli 2011 en egen kommun, men slogs då samman med kommunerna Cerniaz, Combremont-le-Grand, Combremont-le-Petit, Granges-près-Marnand, Marnand, Sassel och Seigneux till den nya kommunen Valbroye.